# William Kissam Vanderbilt
William Kissam Vanderbilt (New York, 12 december 1849 – Parijs 22 juli 1920) was een lid van de steenrijke Amerikaanse familie van Nederlandse afkomst Vanderbilt. Hij was een bekend paardenfokker met welke dieren hij vele races won.
Hij was de tweede zoon van William Henry Vanderbilt en erfde van hem het enorme vermogen van 55 miljoen dollar. Hij was eerst actief in de spoorwegondernemingen van de familie, maar vanaf 1903 minimaal. Hij trouwde op 20 april 1875 met Alva Erskine Smith (1853–1933), met wie hij 3 kinderen kreeg. Na een echtscheiding in maart 1895 die hem 2 miljoen dollar kostte, hertrouwde hij in 1903 met Anne Harriman, welk huwelijk kinderloos bleef.
Hij had in de Eerste Wereldoorlog een bijzondere band met Frankrijk door het inrichten van hospitalen en andere instellingen. Daarnaast stimuleerde hij de totstandkoming van een Amerikaans vrijwillig vliegsescadron Escadrille de Lafayette ten behoeve van de ondersteuning van de Franse strijdkrachten.
Na het overlijden van zijn broer Cornelius Vanderbilt II in 1899 werd hij het hoofd van de familieclan. Hij had eveneens imposante huizen zoals Idle Hour (opgeleverd 1900) op Long Island en Marble House (1892) in Newport op Rhode Island. Op 660 Fifth Avenue in New York stond zijn grote stadshuis (gebouwd 1883).

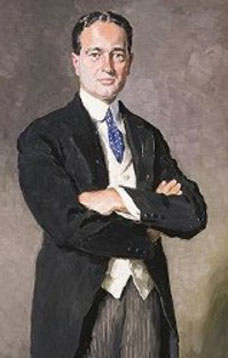
Portret door Giovanni Boldini, 1910
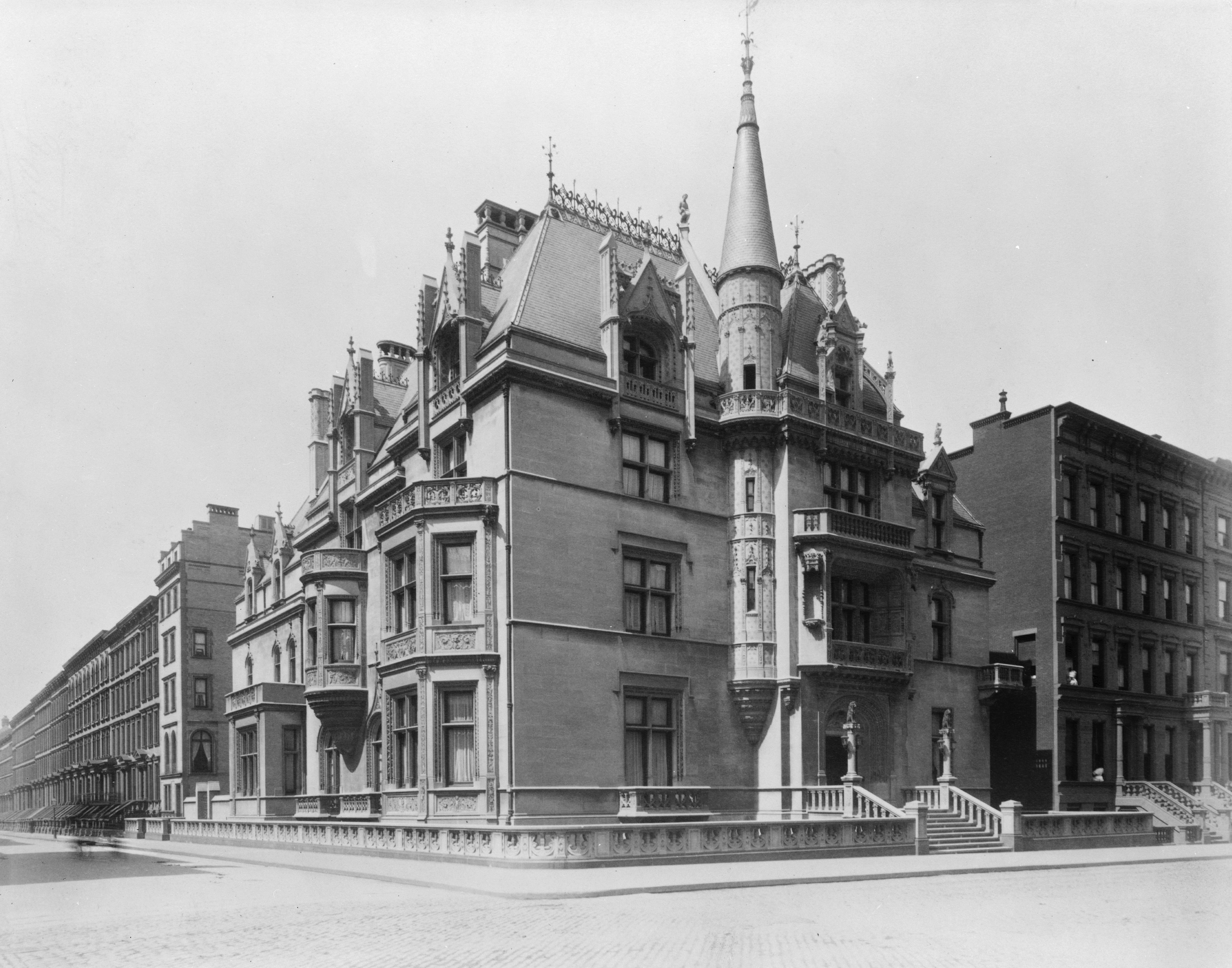
660 5th Avenue, New York
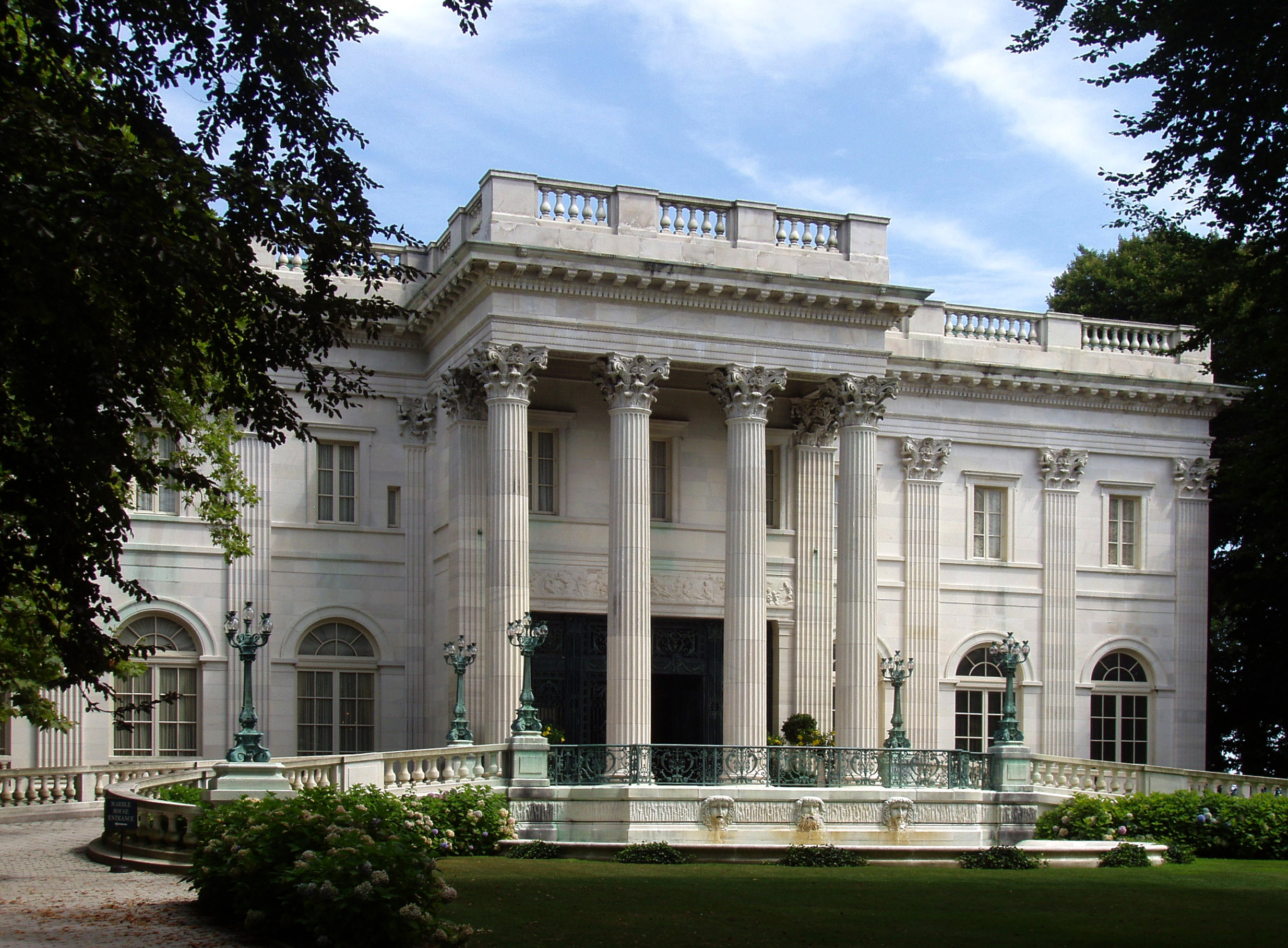
Marble House